# Thüringer Meer (Schiff)
Thüringer Meer ist der Name eines deutschen Fahrgastschiffes.

## Geschichte
Das Schiff wurde 1969 mit der Baunummer 32 auf der Lux-Werft in Mondorf gebaut. Es trug zunächst den Namen Bernkastel. Im Jahr 2000 gehörte es noch zur Flotte der Bernkastel-Kueser Moselpersonenschiffahrt, die von Hans Michels geleitet wurde. Damals durfte das 28 Meter lange und 6,1 Meter breite Schiff noch 250 Fahrgäste befördern. Im Februar 2018 wurde bekannt, dass die Bernkastel an Klaus-Peter Pretzsch verkauft worden war, der sie auf dem Bleilochstausee einsetzen wollte. 
Das Schiff wurde auf dem Wasserweg bis nach Bamberg und von dort per Schwertransport an seinen neuen Einsatzort überführt. Pretzsch betrieb damals mit der Wappen von Saalburg und der Bad Lobenstein zwei Schiffe, deren Kapazität nicht immer ausreichte. Die Bernkastel sollte auf dem Bleilochstausee laut einem Zeitungsbericht noch 200 Fahrgäste pro Fahrt befördern können, auf der Homepage des Betreibers ist aber die Rede von 240 Personen.

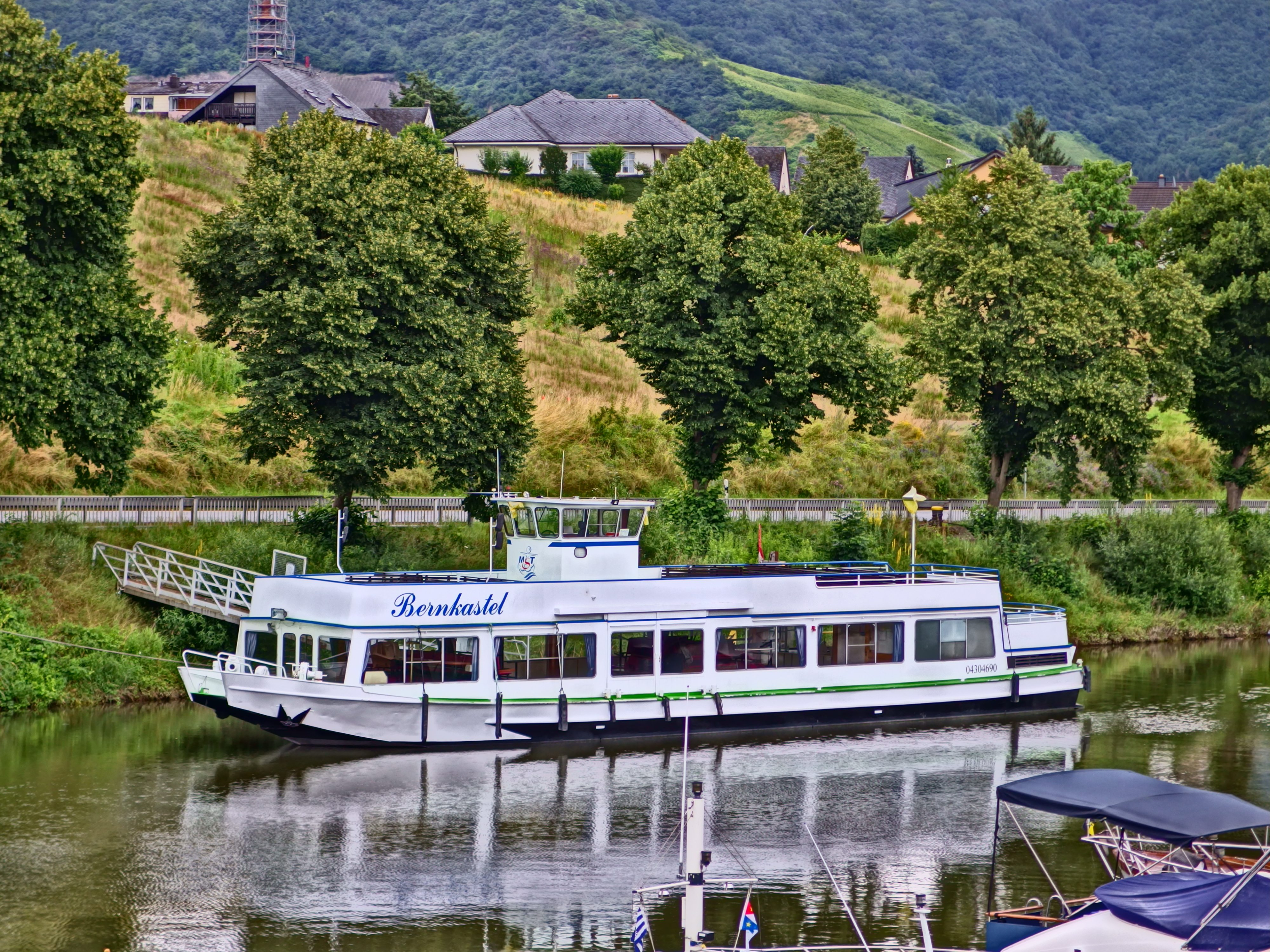
2016 als Bernkastel